# قلمرو زیست‌جغرافیایی

براساس تقسم بندی‌های صندوق جهانی طبیعت تنها ۶ قلمرو زیست‌جغرافیایی از ۸ قلمرو روی نقشه نمایش داده شده‌است.
قلمرو نوشمالگانی
قلمرو دیرین‌شمالگانی
قلمرو آفریقای گرمسیری
قلمرو هندومالایی
قلمرو استرال‌آسیایی
قلمرو نوگرمسیری
قلمرو اقیانوسیه‌ای و قلمرو جنوبگانی نشان داده نشده‌اند.

پراکندگی فسیل‌ها در سطح قاره‌ها نشان دهندهٔ رانش قاره‌ای

قلمرو زیست‌جغرافیایی وسیع‌ترین تقسیم‌بندی زیست‌محیطی بر روی سطح خشکی‌های زمین است که بر اساس الگوهایی که جانوران خشکی‌زی در خشکی‌ها پراکنده شده‌اند تقسیم شده‌اند. 
قلمروهای زیست‌جغرافیایی وسیع‌ترین قسمت‌های سطح خشکی‌ها هستند که در آنها جانوران گوناگونی بسته به شرایط زیست‌محیطی گوناگون پدید آمده و تکامل یافته‌اند. 
این جانوران توسط موانع طبیعی چون کوه‌ها، بیابان‌ها و اقیانوس‌ها سال‌ها با یکدیگر هیچ‌گونه ارتباطی نداشته‌اند بنابر این ویژگی‌های کاملاً خاصی بر اساس محیط زندگی‌شان دارا می‌باشند.
تقسیم‌بندی قلمروهای زیست‌جغرافیایی همچنین رابطهٔ مستقیمی با نظریهٔ رانش قاره‌هایی که شامل حرکت قاره‌های زمین بر اساس موقعیت یکدیگر در بستر اقیانوس‌ها است دارد و همچنین با نظریهٔ زمین‌ساخت بشقابی نیز عمیقاً مرتبط است. 
بر اساس نظریه زمین‌ساخت بشقابی سنگ‌کره (لیتوسفر) زمین از صفحاتی تکتونیکی تشکیل می‌شود که در کل شامل ۷ یا ۸ صفحهٔ اصلی که در مواردی خود از تعدادی صفحات کوچک تشکیل می‌شوند، ساخته شده‌ است. این صفحات به صورت مداومی در حال حرکت هستند.

## مناطق زیستی
- آفریقای گرمسیری
- قطب جنوب
- استرالیا
- استرالیا
- کالدونیای جدید
- گینه نو و جزایر ملانزی شرقی
- نیوزیلند
- والاسییا
- هندومالا
- شبه قاره هند
- هندوچین
- مجمعالجزایر فیلیپین
- نئیارکتیک
- سپر کانادا
- شمال شرقی آمریکا
- شمال مکزیک
- غربی آمریکای شمالی
- نواستوایی
- آمازون
- کارائیب
- آمریکای مرکزی
- رشته کوه‌های آند در کشور مرکزی
- شرقی آمریکای جنوبی
- اورگلیدز
- شمال رشته کوه‌های آند در کشور
- اورینوکو
- آمریکای جنوبی
- اقیانوسیه
- میکرونزی
- پلینزی
- دیرین شمالگانیاند
- آسیا
- شمال شرق آسیا دامنه سیستم هیمالیا به قطب شمال
- هیمالیایی
- فلات تبت استپ
- یوننان گوئیژو فلات
- شمال شرقی آسیا
- شرق دور روسیه
- آسیای مرکزی - فلات ایران
- معتدل آسیا
- فلات مغولستان
- استپ اوراسیا
- آسیایی روسیه (مرکزی)
- منطقه آسیا سیبری
- غرب آسیا
- بیابان عربی
- مدیترانه در نزدیکی شرق
- فلات آناتولی
- قفقاز
- شمال آفریقا
- ساحلی اقیانوس اطلس کویر
- صحرا
- مدیترانه مغرب
- اطلس مونتانه
- اروپا (شمال، میانه، شرقی، جنوب غربی و جنوب شرقی اروپا) - مدیترانه به قطب شمال
- حوضه مدیترانه اروپا
- شبه جزیره ایبری
- قفقاز شمالی
- رشته کوه‌های آلپ مونتانه
- کارپاتیانز
- اسکاندیناوی
- روسیه به اروپا
- منطقه یورو سیبری
- ماکرونیژیا